# Euploea tricolora
Euploea tricolora är en fjärilsart som beskrevs av Hans Fruhstorfer 1905. Euploea tricolora ingår i släktet Euploea och familjen praktfjärilar. Inga underarter finns listade i Catalogue of Life.